# Diacra gazellaecornis
Diacra gazellaecornis är en insektsart som beskrevs av Dlabola 1984. Diacra gazellaecornis ingår i släktet Diacra och familjen dvärgstritar. Inga underarter finns listade i Catalogue of Life.